# Ubuntu GNOME
Ubuntu GNOME (dříve Ubuntu GNOME Remix) byla oficiální odnož linuxové distribuce Ubuntu vybavená grafickým prostředím (GUI) GNOME. Protože se GNOME stalo výchozí součástí Ubuntu, není už samostatné Ubuntu GNOME dále vydáváno. Poslední vydanou verzí byla verze 17.04.

## Historie
Verze první - neoficiální - vyšla v říjnu 2012 jako reakce na změnu výchozího prostředí u mateřské distribuce Ubuntu (tenkráte se nacházela ve verzi 12.10, "Quantal Quetzal"). Poprvé se Ubuntu GNOME dočkalo oficiálního zařazení mezi deriváty Ubuntu až při verzi 13.04, "Raring Ringtail".